# Pseudocharopinus pteromylaei
Pseudocharopinus pteromylaei is een eenoogkreeftjessoort uit de familie van de Lernaeopodidae. De wetenschappelijke naam van de soort is voor het eerst geldig gepubliceerd in 1979 door Raibaut & Essafi.